# ギターヒーロー3 レジェンド オブ ロック
『ギターヒーロー3 レジェンド オブ ロック』(Guitar Hero III: Legends of Rock)は、欧米で人気の「ギターヒーロー」シリーズの第3作目。アメリカでは発売6日間で140万本を売り上げる大ヒットを記録した。
日本国内では PlayStation 3版・PlayStation 2版・Wii版・Xbox 360版が発売中。なお、欧米ではPC版・Mac版も発売されているが、日本国内での発売予定についてはアナウンスされていない。

## 概要
ロックの歴史に名を残した1980年代ミュージシャンの曲を多数収録しており、同梱の専用ギターコントローラで簡単にスターになった気分で演奏する事が出来る。

## 収録曲一覧

### シングルプレイ
- 1. Starting Out Small
  - フォガット の『SLOW RIDE』
  - ポイズン の『TALK DIRTY TO ME』
  - パット・ベネター の『HIT ME WITH YOUR BEST SHOT』
  - ソーシャル・ディストーション の『STORY OF MY LIFE』
  - キッス の『ROCK AND ROLL ALL NITE』 (アンコール)

- 2. Your First Real Gig
  - マウンテン の『MISSISSIPPI QUEEN』
  - アリス・クーパー の『SCHOOL'S OUT』
  - クリーム の『SUNSHINE OF YOUR LOVE』
  - ハート の『BARRACUDA』
  - トム・モレロに対するギターバトル
  - レイジ・アゲインスト・ザ・マシーン の『BULLS ON PARADE』 (アンコール)

- 3. Making the Video
  - ザ・キラーズ の『WHEN YOU WERE YOUNG』
  - AFI の『MISS MURDER』
  - ザ・フー の『THE SEEKER』
  - プリーステッス の『LAY DOWN』
  - ローリング・ストーンズ の『PAINT IT, BLACK』 (アンコール)

- 4. European Invasion
  - ブラック・サバス の『PARANOID』
  - セックス・ピストルズ の『ANARCHY IN THE U.K.』
  - ソニック・ユース の『KOOL THING』
  - ウィーザー の『MY NAME IS JONAS』
  - パール・ジャム の『EVEN FLOW』 (アンコール)

- 5. Bighouse Blues
  - デッド・ケネディーズ の『HOLIDAY IN CAMBODIA』
  - スコーピオンズ の『ROCK YOU LIKE A HURRICANE』
  - エアロスミス の『SAME OLD SONG AND DANCE』
  - ZZトップ の『LA GRANGE』
  - スラッシュに対するギターバトル
  - ガンズ・アンド・ローゼズ の『WELCOME TO THE JUNGLE』 (アンコール)

- 6. The Hottest Band on Earth
  - サンタナ の『BLACK MAGIC WOMAN』
  - スマッシング・パンプキンズ の『CHERUB ROCK』
  - ホワイト・ゾンビ の『BLACK SUNSHINE』
  - テネイシャスD の『THE METAL』
  - スティーヴィー・レイ・ヴォーン の『PRIDE AND JOY』 (アンコール)

- 7. Live in Japan
  - スリップノット の『BEFORE I FORGET』
  - ディスターブド の『STRICKEN』
  - クイーンズ・オブ・ザ・ストーン・エイジ の『3'S AND 7'S』
  - ミューズ の『KNIGHTS OF CYDONIA』
  - リヴィング・カラー の『CULT OF PERSONALITY』 (アンコール)

- 8. Battle For Your Soul
  - スレイヤー の『RAINING BLOOD』
  - エリック・ジョンソン の『CLIFFS OF DOVER』
  - アイアン・メイデン の『THE NUMBER OF THE BEAST』
  - メタリカ の『ONE』
  - ルーに対するギターバトル (チャーリー・ダニエルズ・バンド の『THE DEVIL WENT DOWN TO GEORGIA』によって促された)

### Co-op(協力)プレイ
- 1. Getting a Band Together
  - ハート の『BARRACUDA』
  - ザ・キラーズ の『WHEN YOU WERE YOUNG』
  - レイジ・アゲインスト・ザ・マシーン の『BULLS ON PARADE』
  - フォガット の『SLOW RIDE』
  - ビースティ・ボーイズ の『SABOTAGE』 (アンコール)

- 2. We Just Wanna Be Famous
  - アリス・クーパー の『SCHOOL'S OUT』
  - ソニック・ユース の『KOOL THING』
  - AFI の『MISS MURDER』
  - ザ・フー の『THE SEEKER』
  - ザ・ストロークス の『REPTILIA』 (アンコール)

- 3. Overnight Success
  - ブラック・サバス の『PARANOID』
  - ガンズ・アンド・ローゼズ の『WELCOME TO THE JUNGLE』
  - セックス・ピストルズ の『ANARCHY IN THE U.K.』
  - プリーステッス の『LAY DOWN』
  - レッド・ホット・チリ・ペッパーズ の『SUCK MY KISS』 (アンコール)

- 4. Getting the Band Back Together
  - デッド・ケネディーズ の『HOLIDAY IN CAMBODIA』
  - サンタナ の『BLACK MAGIC WOMAN』
  - エアロスミス の『SAME OLD SONG AND DANCE』
  - スマッシング・パンプキンズ の『CHERUB ROCK』
  - ブルー・オイスター・カルト の『CITIES ON FLAME WITH ROCK AND ROLL』 (アンコール)

- 5. Jailhouse Rock
  - ウィーザー の『MY NAME IS JONAS』
  - ホワイト・ゾンビ の『BLACK SUNSHINE』
  - クイーンズ・オブ・ザ・ストーン・エイジ の『3'S AND 7'S』
  - テネイシャスD の『THE METAL』
  - ブロック・パーティ の『HELICOPTER』 (アンコール)

- 6. Battle For Your Souls...
  - ミューズ の『KNIGHTS OF CYDONIA』
  - メタリカ の『ONE』
  - アイアン・メイデン の『THE NUMBER OF THE BEAST』
  - リヴィング・カラー の『CULT OF PERSONALITY』
  - マッチブック・ロマンス の『MONSTERS』 (アンコール)

### ボーナス曲
- エロエス・デル・シレンシオ の『AVALANCHA』
- センシズ・フェイル の『CAN'T BE SAVED』
- ラクーナ・コイル の『CLOSER』
- ザ・スリッピング の『DON'T HOLD BACK』
- LAスラム・ローズ の『DOWN N' DIRTY』
- ザ・フォール・オブ・トロイ の『F.C.P.R.E.M.I.X.』
- リヴォルヴェルヘルド の『GENERATION ROCK』
- ブレット・マイケルズ バンド の『GO THAT FAR』
- ディー・トテン・ホセン の『HIER KOMMT ALEX』
- ヘラコプターズ の『I'M IN THE BAND』
- アン・エンドレース・スポラディック の『IMPULSE』
- スカウッツ・オブ・セイント・セバスティアン の『IN LOVE』
- ギャロウズ の『IN THE BELLY OF A SHARK』
- Naast の『MAUVAIS GARÇON』
- ライオンズ の『METAL HEAVY LADY』
- バックヤード・ベイビーズ の『MINUS CELSIUS』
- キルスウィッチ・エンゲイジ の『MY CURSE』
- ドープ の『NOTHING FOR ME HERE』
- ライズ・アゲインスト の『PRAYER OF THE REFUGEE』
- スパーブス の『RADIO SONG』
- カイザー・チーフス の『RUBY』
- ストーン・ローゼズ の『SHE BANGS THE DRUMS』
- イン・フレイムス の『TAKE THIS LIFE』
- プロトタイプ の『THE WAY IT ENDS』
- ドラゴンフォース の『THROUGH THE FIRE AND FLAMES』

## 関連情報
- 東京ゲームショウ 2007にて、PlayStation 3版がプレイアブル出展された。
- 2007年10月30日、ハイビジョン（720p）画質のプロモーションムービーがPLAYSTATION Storeにて配信された。
- 実在の人物として元ガンズ・アンド・ローゼズ、現ヴェルヴェット・リヴォルヴァーのスラッシュ (ミュージシャン) 、ポイズンのブレット・マイケルズ、元レイジ・アゲインスト・ザ・マシーンのトム・モレロがゲーム内に登場する。